# Aniela Aszpergerowa

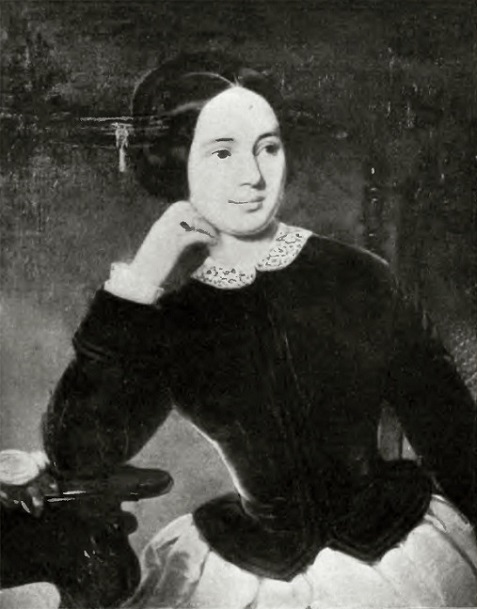

Aniela Aszpergerowa, född 27 november 1816, död 29 januari 1902, var en polsk skådespelare. Hon tog även del i det polska upproret mot Ryssland 1863. 
Aszpergerowa debuterade i Warszawa 1835 och kom att bli en av landets mest kända skådespelare. Hon uppträdde även i Litauen, och kom att tillbringa en stor del av sin karriär vid teatern i Lwow, där hon var engagerad i decennier. Hon uppträdde vid invigningen av Skarbkowskiego teatern 1842 och satt vid hedersläktaren under teaterns sista föreställning 1900. Hon spelade komedi, samtida roller och William Shakespeare, men fokuserade främst på tragedier. 
Hon deltog vid Polens uppror mot Ryssland 1863, och dömdes 1864 till ett års fängelse för sin delaktighet. Hennes begravning 1902 förvanlades till en stor politisk manifestation. 
John Gielgud var hennes barnbarnsbarn. 